# Ayyampalayam
Ayyampalayam là một thị xã panchayat của quận Dindigul thuộc bang Tamil Nadu, Ấn Độ.

## Nhân khẩu
Theo điều tra dân số năm 2001 của Ấn Độ, Ayyampalayam có dân số 12.131 người. Phái nam chiếm 50% tổng số dân và phái nữ chiếm 50%. Ayyampalayam có tỷ lệ 62% biết đọc biết viết, cao hơn tỷ lệ trung bình toàn quốc là 59,5%: tỷ lệ cho phái nam là 69%, và tỷ lệ cho phái nữ là 54%. Tại Ayyampalayam, 11% dân số nhỏ hơn 6 tuổi.